# 5620 Jasonwheeler
5620 Jasonwheeler è un asteroide near-Earth. Scoperto nel 1990, presenta un'orbita caratterizzata da un semiasse maggiore pari a 2,1583268 UA e da un'eccentricità di 0,4236518, inclinata di 7,86018° rispetto all'eclittica.
L'asteroide è dedicato allo statunitense Jason Wheeler Roman, figlio di uno degli scopritori.